# Росинський Кирило Васильович
Роси́нський Кири́ло Васи́льович (*1775, Новомиргород — †12 грудня 1825) — кубанський священник, кобзар, просвітник.

## Біографія
Народився 1775 року (за іншими даними, 1776) в місті Новомиргород Херсонської губернії. Духовну освіту здобув у Катеринославській семінарії.
З липня 1803 року — протоієрей Чорноморського козацького війська. Був дійсним членом Херсонського університету, членом-кореспондентом Петербурзького Вільного товариства російської словесності.
На території Краснодарського краю відкрив 27 церков, станичні парафіяльні училища, військову гімназію, духовне училище; створив Чорноморський Військовий співочий хор.
Кирило Росинський є автором підручника для народних шкіл «Краткие правила росийского правописания».
Помер 12 грудня 1825 року.